# Đạo Ngoại
Đạo Ngoại (tiếng Trung giản thể: 道外区, Hán Việt: Đạo Ngoại khu) là một quận thuộc địa cấp thị Cáp Nhĩ Tân, tỉnh Hắc Long Giang, Cộng hòa Nhân dân Trung Hoa. Quận này có diện tích 618.6 km², trong đó diện tích xây dựng là 60,6 km², dân số 747.900 người. Mã số bưu chính của Đạo Ngoại là 150026. Về mặt hành chính, quận Đạo Ngoại được chia thành 23 nhai đạo, 3 trấn và 1 hương. Chính quyền quận Đạo Ngoại đóng ở số 55, phố Thập Tứ Đạo.